# Forcat
Forcat es una localidad española perteneciente al municipio de Montanuy, en la Ribagorza, provincia de Huesca, Aragón. Se encuentra en el valle del Baliera. Su lengua propia es el catalán.

## Monumentos
- Iglesia parroquial de Santa Eulalia del siglo XVIII.[1][2]

## Festividades
- 10 de diciembre en honor a Santa Eulalia.[1]